# Tomasz Hornowski
Tomasz Andrzej Hornowski (ur. 22 października 1958 w Poznaniu, zm. 7 marca 2023 tamże) – polski fizyk i akustyk, doktor habilitowany nauk fizycznych; specjalizował się w akustyce molekularnej, nauczyciel akademicki Uniwersytetu im. Adama Mickiewicza w Poznaniu.

## Życiorys
Był synem Bolesława Hornowskiego, profesora psychologii na UAM oraz Stanisławy. Stopień doktorski uzyskał w 1991 na podstawie pracy pt. Badania procesów molekularnych zachodzących w mieszaninie krytycznej N-amylowy alkohol - nitrometan metodami akusto-optycznymi (promotorem był prof. Mikołaj Łabowski). Habilitował się w 2001 na podstawie oceny dorobku naukowego i rozprawy pt. Propagacja fal ultradźwiękowych w mieszaninach krytycznych i cieczach magnetycznych. 
Na macierzystym Wydziale Fizyki UAM pracował jako profesor nadzwyczajny i kierownik w Zakładzie Akustyki Molekularnej Instytutu Akustyki. Prowadził zajęcia m.in. z nośników dźwięku, ultradźwięków w technice i medycynie oraz teorii drgań.
Był członkiem Polskiego Towarzystwa Akustycznego. Swoje prace publikował m.in. w "International Journal of Thermophysics", "Journal of Magnetism and Magnetic Materials", "Acta Physica Polonica" oraz "Archives of Acoustics".
Zajmował się również przekładami literatury.
Zmarł 7 marca 2023. Został pochowany na cmentarzu Junikowo.